# Marian (Australia)
Marian – miasto w Australii, w stanie Queensland.